# Italijanski katepanat
Italijanski katepanat (grško: κατεπανάτον Ἰταλίας) je bila provinca Bizantinskega cesarstva, ki je obsegala italijansko ozemlje južno od črte Monte Gargano – Salerno. Oblast katepana oz. Bizanca sta priznavala tudi Amalfi in Neapelj, čeprav sta bila bolj severno od te črte.

## Zgodovina
Leta 876 je Bizantinsko cesarstvo ponovno zavzelo Bari, ki je bil do takrat v posesti Saracenov, in ustanovili temo Langobardia minor. Upravljala sta jo državna uradnika, ki sta imela položaj stratega: prvi je bil v Kalabriji, drugi pa v Apuliji. Kasneje se je prestolnica prenesla v Bari. Leta 999 so stratega v Bariju povišali v katepana oziroma patricija Italije. 
Leta 1017 je nekaj normanskih pustolovcev na svojem romanju v Monte Sant'Angelo sul Gargano vstopilo v vojaško službo apulijskih langobardskih mest in se bojevalo proti Bizantinskemu cesarstvu. V letih 1016 do 1030 so bili Normani čisti vojaški najemniki, ki so služili ali Bizantincem ali Langobardom. Ko je leta 1030 Sergej IV. Neapeljski za poveljnika trdnjave Aversa postavil Ranulfa Drengota, so Normani dobili svoje prvo oporišče, iz katerega so začeli sistematično osvajati jug Italije. Leta 1030 sta prišla v Italijo Viljem in Drogo, najstarejša sinova Tankreda Hautevillskega, nepomembnega plemiča iz Coutancesa v Normandiji. Brata sta najprej vdrla v Apulijo in do leta 1040 je Bizantinski cesarstvo izgubilo večino svojega ozemlja. Ostal jim je samo še Bari, ki je padel aprila 1071, in Bizantinci so se morali umakniti iz Italije. Vrnili so se leta 1156, ko so za kratek čas oblegali Bari.
Naslov Katepan Apulije in Kampanije je leta 1166 za nekaj časa oživel grof Gilbert Gravinski, nečak kraljice regentke Margarete Navarske. Leta 1167 je Gilbert kot katepan prisilil nemške čete, da so zapustile Kampanijo in preprečil, da bi Friderik Barbarossa oblegal Ankono.